# Arthrosphaera ruginosa
Arthrosphaera ruginosa är en mångfotingart som beskrevs av Jeekel 200. Arthrosphaera ruginosa ingår i släktet Arthrosphaera och familjen Sphaerotheriidae. Inga underarter finns listade i Catalogue of Life.